# 7327 Crawford
7327 Crawford (1983 RZ1) là một tiểu hành tinh vành đai chính được phát hiện ngày 6 tháng 9 năm 1983 bởi E. Bowell ở trạm Anderson Mesa thuộc đài thiên văn Lowell.